# Segmentocolumnus kildarensis
Segmentocolumnus kildarensis là một loài bọ cánh cứng trong họ Tenebrionidae. Loài này được S. K. Donovan miêu tả khoa học đầu tiên năm 1986.